# Let Malaysia Airlines 17
Let Malaysia Airlines 17 (MH17) bio je međunarodni putnički let kojim je zrakoplov Boeing 777 u vlasništvu malezijske kompanije Malaysia Airlines 17. srpnja 2014. trebao prevesti putnike iz Amsterdama u Kuala Lumpur. Avion je tijekom toga dana oboren kraj mjesta Hrabove u Donjeckoj oblasti Ukrajine, oko 40 km od granice s Rusijom; svih 283 putnika i 15 članova posade je poginulo. 
Incident je odmah doveden u vezu s oružanim sukobom između ukrajinske pro-europske vlade i pro-ruskih separatista koji se vodi upravo na području gdje je zrakoplov srušen. Zrakoplov je najvjerojatnije oboren raketnim napadom,a mišljenje o krivcima za taj zločin je u međunarodnoj zajednici podijeljeno. Ukrajina i takozvane zapadne države za obaranje zrakoplova optužuju proruske pobunjenike, dok Rusija optužuje ukrajinske snage.  Za razliku od njih Malezija čiji je zrakoplov srušen, Indonezija čiji državljani su u avionu također poginuli i mnoge druge države su zatražile da se provede nepristrana istraga kako bi se našli krivci za rušenje zrakoplova. Za razliku od tih neutralnih zahtjeva za istragom kineski državni mediji su istovremeno osudili zapadne države koji su odmah optužili Rusiju za obaranje aviona.  U srpnju 2015. godine, Malezija je predložila Ujedinjenim Narodima (UN) rezoluciju kojom bi bio uspostavljen međunarodni tribunal na kojem bi se ustvrdila krivnja za obaranje zrakoplova. Unatoč tome, što je rezolucija zadobila potporu većine članica Savjeta Sigurnosti UN (SBUN) (11 za predlog, 3 susdržana) ona nije usvojena, jer je Rusija jedina glasala protiv i kao stalna članica SB UN uložila veto na prijedlog rezolucije.

## Let zrakoplova
Malaysia Airlinesov let 17 je poletio s Zračne luke Schiphol 17.7.2014. u 12:14 na svoj put prema Kuala Lumpuru gdje se trebao spustiti 18.7.2014. u 06:00. U trenutku dok je zrakoplov letio nad istočnom Ukrajinom na najnižoj dopuštenoj visini od 10.060 metara s njim je izgubljen kontakt u 15:15 kraj mjesta ukrajinskog mjesta Hrabove koje se nalazi oko 30 kilometara od ruske granice. Kontakta s Boeingom u kojemu se nalazilo 298 što putnika što članova posade je izgubljen dok se kretao s brzinom od 498 čvorova na visini od 10.060 metara.
Kratko nakon pada zrakoplova javljeno je u medijima da se Igor Girkin jedan od vođa ukrajinskih pobunjenika navodno pohvalio na VKontakte rušenjem aviona riječima:"Upozorili smo Vas. Nemojte letjeti našim nebom". Ne zna se da li je mislio na vojni zrakoplov koji je srušen dan ranije ili na Malaysia Airlinesov let 17, ali Girkin je odmah postao jedan od glavnih osumnjičenih za njegovo rušenje.

## Optužbe o rušenju zrakoplova
Službeno razlozi pada zrakoplova još uvijek nisu poznati, ali bez obzira na to dva dana nakon rušenja aviona Ukrajina i SAD su za ovaj zločin optužili proruske pobunjenike koji su navodno isplali sa svog teritorija raketu koja je srušila avion. Po tom razmišljanju jedini tip rakete koja je mogla ispaljena s tla oboriti zrakoplov na više od 10.000 metara visine je bio BUK raketni sustav nakon čega je počela istraga da li ga pobunjenici posjeduju. 
Po prvoj verziji događaja pobunjenici su 29.6.2014. godine osvojili ukrajinsku protuzrakoplovnu bateriju koja će kasnije biti upotrebljena za rušenje malezijskog aviona dok su po drugoj verziji događaja pobunjenici dobili rakete od Rusiji. Te obje verzije događaja imaju svoje probleme s obzirom na to da je već sljedeći dan Glavni tužilac Ukrajine Vitalij Jarema izjavio da pobunjenici nemaju ukrajinske raketne sustave koje su mogli oboriti avion, dok je glavni zapovjednik američke vojske u Europi izjavio krajem lipnja da Rusija obučava pobunjenike u radu s raketnim sustavima, ali da im ih nije dala. 
Nasuprot tih scenarija rušenja aviona Rusija je ponudila svoje po kojima je avion srušen od strane ukrajinske protuavionske baterije ili ratnog aviona.
Kao jedini konkretni dokazi scenarija po kojemu je avion srušen od strane protuukrajinskih pobunjenika se navode prije svega internet poruka od Girkina i navodni snimak telefonskog razgovor pobunjenika koji je napravila ukrajinska tajna služba i u kojemu se tvrdi da je putnički avion greškom pogođen .
S druge strane Rusija kao dokaz da je avion srušen od ukrajinskih snaga navodi snimku radara u Rostovu koja navodno pokazuje ukrajinski ratni avion koji se približava putničkom avionu i sliku koja navodno pokazuje ukrajinski protuavionski sustav u dometu oborenog aviona koji će navodno kasnije biti povučen.
Krajem kolovoza Rusija je uputila javni zahtjev da podaci iz crnih kutija Malaysia Airlines leta 17 budu dani javnosti na uvid kao i snimak razgovora ukrajinskog vojnog aviona koji je bio u blizini putničkog. Davajući taj zahtjev Rusija je navela da postoji i mogućnost da se ukrajinski vojni avion sakrio kod malezijskog bježeći od rakete pobunjenika što je dovelo do obaranja putničkog aviona. .

## Putnici
Na avionu se nalazilo 298 putnika, od njih troje novorođenčadi i 80 djece. Velik dio putnika je bio iz medicinske struke, među njima preko nekoliko vodećih istraživača na području borbe protiv AIDS-a. Zrakoplovom su letjeli za konferenciju u Melbourne.
Među putnicima su bila 192 nizozemska (jedan s dvojnim SAD državljanstvom), 44 maleška (15 članova posade), 27 australskih, 12 indonezijskih, 10 britanskih (1 s dvojnim južnoafričkim državljanstvo), 4 njemačka, 4 belgijska, 3 filipinska, 1 kanadski i 1 novozelandski državljanin.

## Vanjske poveznice
- Malaysia Airlines Flight 17  Arhivirana inačica izvorne stranice od 17. srpnja 2014. (Wayback Machine) - službena ažuriranja o Malaysia Airlines letu 17
- Malaysia Airlines let MH17 na The Guardian
- MH17 17. 7. 2014. na FlightAware
- Slike:
  - Slike i videa na New York Daily News
  - Slike na Russia Today